# Jonathan Westerberg

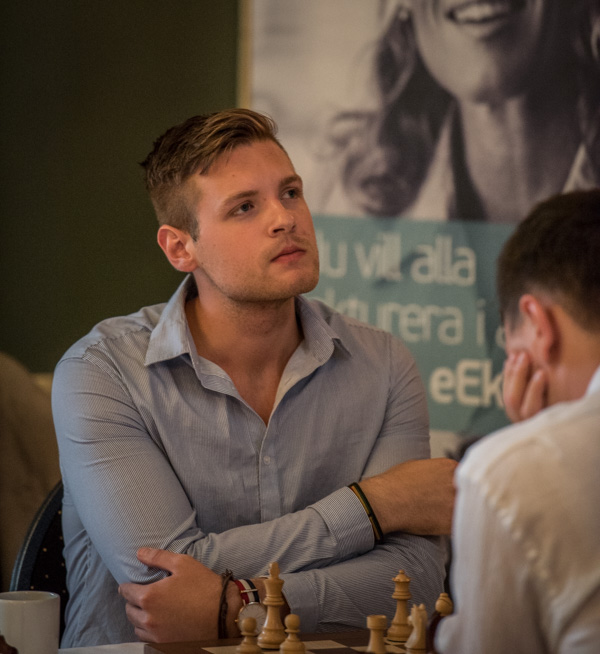
Jonathan Westerberg under Visma-turneringen i Växjö 2016.

Jonathan Westerberg, född 25 februari 1994, är en svensk schackspelare. Han blev 2020 Sveriges 26:e stormästare i schack. På elo-listan i november 2019 hade Westerberg ett elo-tal på 2557. På den svenska LASK-rankingen den 1 januari 2016 uppnådde han ett LASK-tal på 2560.
Westerberg har spelat för schackklubbarna Vallentuna Schackklubb, Team Viking och Stockholms Schacksällskap. Totalt har han varit med och vunnit elitserien fem gånger. 2014, 2015 och 2021 representerade han sitt klubblag i Europacupen för klubblag.

## Klubb- och SM-tävlingar
Westerberg kommer ursprungligen från Vallentuna i Stockholms län. Han gick klart grundskolan där åren 2001–2009. Åren 2006–2009 spelade Westerberg 30 lagmatcher i rad för Vallentuna Schackklubb utan att förlora ett parti (23-7-0). Han öppnar normalt sett med 1.e4 som vit. Han fick sin ingångs-elo-ranking (1791) efter att ha tagit 2/9 poäng i junior-DM-finalen 2007.
2006 var Westerberg den högst rankade spelaren i minior-SM och placerade sig på en fjärdeplats. Året efter kvalade han sig in till junior-SM under SM-spelen 2007 i Eriksdalshallen i Stockholm, då han kom tvåa i det så kallade juniorkvalet.
Som 17-åring gjorde Westerberg debut i högsta gruppen i SM 2011 efter att ha vunnit junior-SM 2010. Han blev tia i SM-gruppen 2011.
Med schackklubben Team Viking var Westerberg med under den allsvenska schacksäsongen 2014/2015 och 2016/2017 om att vinna SM-guld i elitserien.
Vid SM 16–24 juli 2016 i Uppsala var Westerberg tillbaka i SM-gruppen som döpts om till Sverigemästarklassen i samarbete med Erik Penser. Westerberg slutade på tredje plats.
Med schackklubben Stockholms Schacksällskap vann han elitserien 2019/2020. Elitseriesäsongen 2020/2021 blev inställd men sedan försvarade Westerberg och Stockholms Schacksällskap titeln genom att vinna elitseriesäsongen 2021/2022.
2022 var SM tillbaka i Uppsala och då kom Westerberg på en andraplats efter att ha vunnit mot Jonny Hector i det nionde och sista partiet.

## Landslaget
Westerberg gjorde hösten 2015 debut i seniorlandslaget i Lag-EM i Reykjavik. Sverige var rankat 22:a, och slutade på 28:e plats med 3 segrar, 1 oavgjord och 5 förluster. Westerberg spelade sex matcher i det Europamästerskapet och tog 3 av 6 poäng. Han har representerat det svenska landslaget i två Lag-EM (2015 & 2019) och i de tre senaste Olympiaderna (2016, 2018 och 2022). 2018 var en särskilt framgångsrik olympiad för det svenska herrlaget som kom på en delad sjätteplats (elva efter särskiljning). I den senaste Schackolympiaden 2022 i Chennai, Indien, var Jonathan svensk fanbärare på OS-invigningen. I den 11:e och sista ronden i den 44:e olympiaden fick Westerberg in en riktig schackpärla i matchen mot Singapore.

## Privat
Westerberg har en kandidatexamen i sociologi från Linnéuniversitetet i Växjö. Han har även påbörjat studier på masternivå. Åren 2010–2013 gick Westerberg på Åva gymnasium i Täby varifrån han är utexaminerad gymnasieekonom.